# Cassidina typa
Cassidina typa là một loài chân đều trong họ Sphaeromatidae. Loài này được H. Milne Edwards miêu tả khoa học năm 1840.